# Frupt
Fruptul (din lat fructus) desemnează anumite mâncăruri, altele decât de post, precum și zilele când, conform diferitelor rubrici, credincioșii creștini pot consuma aceste mâncăruri.

## Mâncăruri de frupt
În funcție de felul postului, ritul bizantin prevede mai multe feluri de frupt, după cum urmează.

### Frupt propriu-zis
La Paști și în toată săptămâna luminată, de la Crăciun până la Bobotează, precum și în toate zilele de peste an, altele decât în posturi și în zilele pregătitoare posturilor, altele decât miercurea și vinerea, se mănâncă de frupt, adică orice produse alimentare de origine animală. Aceste produse culinare sunt desemnate de mineie drept:
- carne
- brânzeturi
- ouă
- pește și crustacee
- ulei vegetal
- miere și zahăr.

Pentru amănunte, a se vedea articolul Post (asceză).

### Frupt alb
Toată săptămâna (miercurea și vinerea inclusiv) dinainte de intrarea în păresimi, se mănâncă de frupt alb. Bolnavii mănâncă de asemenea de frupt alb în zilele de post. Fruptul alb a devenit normă de post pentru ritul latin.
Fruptul alb constă în:
- brânzeturi
- ouă
- pește și crustacee
- ulei vegetal
- miere și zahăr.

Acesta oprește însă carnea animalelor cu sânge cald.